# Vazante
Vazante é um município brasileiro do estado de Minas Gerais. O gentílico é vazantino.O município é conhecido pela sua conhecida "Gruta de Nossa Senhora da Lapa", onde, em um período de 1 semana diversas pessoas da região vão para Vazante com objetivos de celebrar a Aparição de Nossa Senhora da Lapa; também, ocorre uma espécie de Feira que vários vendedores montam suas barraquinhas para vender os seus produtos.    Vazante também se destaca sendo uma forte extratora do minério dr Zinco(é usado em fabricação de chips, peças de automóveis,etc), sendo um dos pontos onde se extraem mais minério de Zinco da América Latina, junto com seu município vizinho, Paracatu

## História
O município foi criado pela lei nº 1039, de 12 de dezembro de 1953, a partir do desmembramento de Paracatu, e instalado em janeiro de 1954.

## Geografia
Sua população recenseada em 2022 era de 19 975 habitantes.